# Tocilari
Tocilari (în bulgară Точилари) este un sat în partea de nord-est a Bulgariei. Aparține de Obștina Kubrat, Regiunea Razgrad.

## Demografie
Componența etnică a satului Tocilari
     Turci (98,64%)
     Nicio identificare (1,35%)
     Altele (0%)
La recensământul din 2011, populația satului Tocilari era de 370 locuitori. Din punct de vedere etnic, majoritatea locuitorilor (98,64%) erau turci. Pentru 1,35% din locuitori nu este cunoscută apartenența etnică.